# Campylocheta semiothisae
Campylocheta semiothisae är en tvåvingeart som först beskrevs av Brooks 1945.  Campylocheta semiothisae ingår i släktet Campylocheta och familjen parasitflugor. Inga underarter finns listade i Catalogue of Life.